# Sabbat (gruppo musicale)
I Sabbat sono un gruppo musicale inglese Thrash metal, attivo negli anni ottanta.
Il nome della band si ispira ad una tipica festa pagana legata alla cultura celtica.

## Storia del gruppo
Formatisi nella seconda metà degli anni 80, in un periodo musicale per l'heavy metal inglese definito come "depressione post New Wave of British Heavy Metal", con gli Onslaught sono stati alcuni dei pochi gruppi thrash celebri della scena britannica. Con questi ultimi i Sabbat condividono la caratteristica di ispirarsi al sound di gruppi come Venom e al Thrash metal che si andava diffondendo soprattutto in America e Germania.
I Sabbat nacquero nel 1987 ottenendo dopo poche registrazioni un contratto con la Noise Records, grazie soprattutto al demo Fragments of a Faith Forgotten.
Fin dalle prime opere lo stile musicale della band appare originale e risulta anche pesante e tecnico, nel cantato particolare dei Martin Walkyier si può percepire l'influenza dei Venom e dei Mercyful Fate. Dal punto di vista sonoro la band utilizza uno stile tipicamente thrash e speed, ma ha in sé delle componenti proprie riconducibili a generi come il doom metal e a generi di metal estremo come il black e il pagan.
Le tematiche della band si distinguono radicalmente da quelle di molte band dello stesso genere, con dei testi che si avvicinano alla mitologia celtica delle isole britanniche ed alla storia inglese e quindi più tipicamente al pagan metal. Grazie al contratto discografico la band incide il primo album, History of a Time to Come, e con il discreto successo ottenuto in Inghilterra la band nel 1988 partecipa al Dynamo Open Air, festival metal olandese, con delle buone esibizioni live che pur facendo conoscere la band al pubblico europeo non danno al complesso la fama sperata. L'anno successivo la band incide e pubblica Dreamweaver, che riceve il favore della critica.
Dreamweaver è un concept album che tratta dell'arrivo del cristianesimo in Inghilterra (visto come portatore di male) e della resistenza dei popoli britannici alla nuova religione che gli stava venendo imposta con la forza.
Nello stesso anno i Sabbat hanno alcune performance live in Europa e Germania dell'est, che però non verranno mai raccolte in un album dal vivo, ma sono state in parte inserite nelle ristampe degli album della band.
Nel 1990 iniziano dei dissidi interni che portano ad alcuni cambi di formazione. Ne consegue la pubblicazione nel 1991 di Mourning Has Broken, un album "sottotono" e meno ispirato rispetto ai precedenti.
Seguirà lo scioglimento della band senza nemmeno la pubblicazione di un live o di una raccolta, cosa a cui i Sabbat si sono sempre opposti stando alle loro dichiarazioni.
Nel 2006 avviene la reunion della band, seguita da una pausa nel 2010. Nel 2014, Andy Sneap annunciò lo scioglimento del gruppo a causa di screzi fra lui e Martin Walkyier.

## Formazione
- Martin Walkyier - voce (1985 - 1990, 2006 - oggi)
- Andy Sneap - chitarra (1985 - 1991, 2006 - oggi)
- Simon Jones - chitarra (1989, 2006 - oggi)
- Gizz Butt - basso (2007 - oggi)
- Simon Negus - batteria (1985 - 1991, 2006 - oggi)

## Discografia
- 1988 - History of a Time to Come
- 1989 - Dreamweaver (Reflections of Our Yesterdays)
- 1991 - Mourning Has Broken